# MetaDesign
MetaDesign é uma das maiores agências de identidade corporativa, corporate design e comunicação visual alemãs, fundada em 1979 por Erik Spiekermann, Florian Fischer e Dieter Heil.
Possui escritórios em Berlim (matriz), São Francisco (EUA) e Zurique (Suíça).